# Болью (Міннесота)
Болью (англ. Beaulieu) — переписна місцевість (CDP) в США, в окрузі Меномен штату Міннесота. Населення — 103 особи (2020).

## Географія
Болью розташований за координатами 47°20′7″ пн. ш. 95°48′59″ зх. д. / 47.33528° пн. ш. 95.81639° зх. д. (47.335241, -95.816504).  За даними Бюро перепису населення США в 2010 році переписна місцевість мала площу 10,09 км², з яких 10,01 км² — суходіл та 0,07 км² — водойми.

## Демографія
Згідно з переписом 2010 року, у переписній місцевості мешкало 48 осіб у 21 домогосподарстві у складі 16 родин. Густота населення становила 5 осіб/км².  Було 24 помешкання (2/км²).
Расовий склад населення:
| - 54,2 % — білих - 25,0 % — корінних американців |

До двох чи більше рас належало 20,8 %. Частка іспаномовних становила 6,3 % від усіх жителів.
За віковим діапазоном населення розподілялося таким чином: 14,6 % — особи молодші 18 років, 56,2 % — особи у віці 18—64 років, 29,2 % — особи у віці 65 років та старші. Медіана віку мешканця становила 53,0 року. На 100 осіб жіночої статі у переписній місцевості припадало 140,0 чоловіків;  на 100 жінок у віці від 18 років та старших — 115,8 чоловіків також старших 18 років.
Середній дохід на одне домашнє господарство  становив 33 046 доларів США (медіана — 32 500), а середній дохід на одну сім'ю — 52 275 доларів (медіана — 46 250). За межею бідності перебувало 9,3 % осіб, у тому числі 0,0 % дітей у віці до 18 років та 7,1 % осіб у віці 65 років та старших.
Цивільне працевлаштоване населення становило 27 осіб. Основні галузі зайнятості: мистецтво, розваги та відпочинок — 37,0 %, освіта, охорона здоров'я та соціальна допомога — 22,2 %, транспорт — 7,4 %, роздрібна торгівля — 7,4 %.